# Hoằng Hóa (huyện)
Hoằng Hóa là một huyện đồng bằng ven biển cũ thuộc tỉnh Thanh Hóa, Việt Nam.

## Địa lý
Huyện Hoằng Hóa nằm ở phía đông của tỉnh Thanh Hóa, nằm cách thành phố Thanh Hóa khoảng 15 km, cách trung tâm Thủ đô Hà Nội khoảng 155 km, có vị trí địa lý:
- Phía đông giáp vịnh Bắc Bộ với đường bờ biển dài khoảng 12 km
- Phía tây giáp huyện Yên Định và huyện Thiệu Hóa
- Phía nam giáp thành phố Thanh Hóa và thành phố Sầm Sơn
- Phía bắc giáp huyện Hà Trung và huyện Hậu Lộc.

Huyện Hoằng Hóa có diện tích tự nhiên 203,87 km², dân số năm 2022 là 264.600 người, mật độ dân số đạt 1.298 người/km².
Tuyến giao thông chính của huyện: Quốc lộ 1, đường sắt Thống Nhất.

## Lịch sử
Tên gọi huyện thay đổi qua nhiều thời kỳ lịch sử. Thời Đinh - Tiền Lê gọi là giáp Cổ Hoằng; thời Lý - Trần gọi là Cổ Đằng; thời nhà Hồ đổi là huyện Cổ Linh; thời thuộc Minh lại gọi là huyện Cổ Đằng. Đến thời Lê Thánh Tông, niên hiệu Hồng Đức thứ nhất (1469) đổi là huyện Hoằng Hóa. Thời Gia Long (đầu thế kỷ XIX), Hoằng Hóa có 7 tổng gồm: Lỗ Đô (sau đổi thành Lỗ Hương), Dương Sơn, Từ Minh (sau đổi là Từ Quang), Bút Sơn, Hành Vĩ, Bái Cầu (sau đổi là Bái Trạch), Kim Xuyết (sau đổi là Ngọc Chuế). Dưới triều Minh Mạng thứ 19 (1838), một số làng thuộc tổng Dương Sơn được cắt ra cùng với một số làng thuộc tổng Đại Ly ở huyện Hậu Lộc hợp thành tổng Dương Thủy và lập nên huyện Mỹ Hóa gồm 3 tổng là Lỗ Đô, Dương Sơn, Dương Thủy do huyện Hoằng Hóa kiêm nhiếp. Lúc này Hoằng Hóa thuộc phủ Hà Trung. Đầu thế kỷ XX (1924), huyện Mỹ Hóa giải thể, cả ba tổng trên nhập về Hoằng Hóa và Hoằng Hóa được gọi là phủ, gồm 8 tổng là Lỗ Hương, Dương Sơn, Dương Thủy, Từ Quang, Bút Sơn, Bái Trạch, Hành Vỹ và Ngọc Chuế.
Sau năm 1945, bỏ cấp phủ, gọi chung là huyện, huyện Hoằng Hóa có 47 xã: Hoằng Anh, Hoằng Cát, Hoằng Châu, Hoằng Đại, Hoằng Đạo, Hoằng Đạt, Hoằng Đông, Hoằng Đồng, Hoằng Đức, Hoằng Giang, Hoằng Hà, Hoằng Hải, Hoằng Hợp, Hoằng Khánh, Hoằng Khê, Hoằng Kim, Hoằng Lộc, Hoằng Long, Hoằng Lương, Hoằng Lưu, Hoằng Lý, Hoằng Minh, Hoằng Ngọc, Hoằng Phong, Hoằng Phú, Hoằng Phụ, Hoằng Phúc, Hoằng Phượng, Hoằng Quang, Hoằng Quỳ, Hoằng Quý, Hoằng Sơn, Hoằng Tân, Hoằng Thái, Hoằng Thanh, Hoằng Thành, Hoằng Thắng, Hoằng Thịnh, Hoằng Tiến, Hoằng Trạch, Hoằng Trinh, Hoằng Trung, Hoằng Trường, Hoằng Vinh, Hoằng Xuân, Hoằng Xuyên và Hoằng Yến.
Ngày 29 tháng 8 năm 1980, xã Hoằng Yến được tách thành 2 xã là Hoằng Yến và Hoằng Ngư. Tuy nhiên đến ngày 5 tháng 1 năm 1987, xã Hoằng Ngư được sáp nhập trở lại vào xã Hoằng Yến. Ngày 14 tháng 9 năm 1989, thị trấn Bút Sơn được thành lập trên cơ sở điều chỉnh một phần diện tích và dân số của các xã Hoằng Phúc, Hoằng Đức, Hoằng Đạo và Hoằng Vinh. Ngày 6 tháng 11 năm 2003, thành lập thị trấn Tào Xuyên trên cơ sở điều chỉnh 60,80 ha diện tích tự nhiên và 1.500 người của xã Hoằng Anh, 168,94 ha diện tích tự nhiên và 3.114 người của xã Hoằng Long và 45,61 ha diện tích tự nhiên và 502 người của xã Hoằng Lý.
Ngày 29 tháng 2 năm 2012, thị trấn Tào Xuyên và 5 xã Hoằng Lý, Hoằng Long, Hoằng Anh, Hoằng Quang, Hoằng Đại được chuyển về thành phố Thanh Hóa quản lý. Từ ngày 1 tháng 12 năm 2019, các xã Hoằng Phúc và Hoằng Vinh được sáp nhập vào thị trấn Bút Sơn, đồng thời sáp nhập xã Hoằng Minh vào xã Hoằng Đức, sáp nhập xã Hoằng Khê vào xã Hoằng Xuyên, sáp nhập xã Hoằng Lương vào xã Hoằng Sơn, và sáp nhập xã Hoằng Khánh vào xã Hoằng Xuân. Từ ngày 1 tháng 1 năm 2025, xã Hoằng Phượng được sáp nhập vào xã Hoằng Giang.
Huyện Hoằng Hóa có 1 thị trấn và 35 xã trước khi bị giải thể vào tháng 7 năm 2025.

## Hành chính
Huyện Hoằng Hóa có 36 đơn vị hành chính cấp xã trực thuộc, bao gồm thị trấn Bút Sơn (huyện lỵ) và 35 xã: Hoằng Cát, Hoằng Châu, Hoằng Đạo, Hoằng Đạt, Hoằng Đông, Hoằng Đồng, Hoằng Đức, Hoằng Giang, Hoằng Hà, Hoằng Hải, Hoằng Hợp, Hoằng Kim, Hoằng Lộc, Hoằng Lưu, Hoằng Ngọc, Hoằng Phong, Hoằng Phú, Hoằng Phụ, Hoằng Quỳ, Hoằng Quý, Hoằng Sơn, Hoằng Tân, Hoằng Thái, Hoằng Thanh, Hoằng Thành, Hoằng Thắng, Hoằng Thịnh, Hoằng Tiến, Hoằng Trạch, Hoằng Trinh, Hoằng Trung, Hoằng Trường, Hoằng Xuân, Hoằng Xuyên, Hoằng Yến.
| Tên           | Diện tích (km²) | Dân số (người) |
| ------------- | --------------- | -------------- |
| Thị trấn (01) |                 |                |
| Bút Sơn       | 7,74            | 14.404         |
| Xã (35)       |                 |                |
| Hoằng Cát     | 4,42            | 6.091          |
| Hoằng Châu    | 12,35           | 9.640          |
| Hoằng Đạo     | 6,89            | 6.329          |
| Hoằng Đạt     | 5,88            | 5.410          |
| Hoằng Đông    | 4,34            | 5.854          |
| Hoằng Đồng    | 2,94            | 5.394          |
| Hoằng Đức     | 7,44            | 7.823          |
| Hoằng Giang   | 7,54            | 10.587         |
| Hoằng Hà      | 4,27            | 4.503          |
| Hoằng Hải     | 3,80            | 5.418          |
| Hoằng Hợp     | 4,38            | 6.134          |
| Hoằng Kim     | 2,80            | 6.937          |
| Hoằng Lộc     | 2,54            | 6.529          |
| Hoằng Lưu     | 5,85            | 6.844          |
| Hoằng Ngọc    | 5,83            | 8.024          |
| Hoằng Phong   | 9,09            | 8.180          |

| Tên          | Diện tích (km²) | Dân số (người) |
| ------------ | --------------- | -------------- |
| Hoằng Phú    | 4,06            | 5.454          |
| Hoằng Phụ    | 9,00            | 11.470         |
| Hoằng Quỳ    | 5,15            | 7.662          |
| Hoằng Quý    | 3,58            | 4.911          |
| Hoằng Sơn    | 5,70            | 7.341          |
| Hoằng Tân    | 4,72            | 5.800          |
| Hoằng Thái   | 2,85            | 5.082          |
| Hoằng Thanh  | 4,07            | 12.295         |
| Hoằng Thành  | 3,59            | 5.370          |
| Hoằng Thắng  | 6,02            | 8.844          |
| Hoằng Thịnh  | 3,33            | 7.980          |
| Hoằng Tiến   | 4,31            | 7.190          |
| Hoằng Trạch  | 3,54            | 5.373          |
| Hoằng Trinh  | 5,72            | 7.276          |
| Hoằng Trung  | 4,91            | 6.129          |
| Hoằng Trường | 5,77            | 12.505         |
| Hoằng Xuân   | 13,46           | 8.386          |
| Hoằng Xuyên  | 6,06            | 6.810          |
| Hoằng Yến    | 9,91            | 4.621          |

## Kinh tế
Hoằng Hóa là huyện có nền kinh tế khá, đây là huyện đông dân, nhờ nguồn nhân lực dồi dào, giá rẻ nên việc phát triển kinh tế nhờ sức lao động cũng phát triển. Đây cũng là một trong những trọng điểm nông nghiệp của tỉnh. Ước tính diện tích đất nông nghiệp đạt hơn 80%, phù hợp cho việc trồng cấy lúa, nhờ giáp biển nên nghư nghiệp Hoằng Hóa cũng khá phát triển, lại nằm gần thành phố Thanh Hóa, là một trong những yếu tố thúc đẩy nền kinh tế mạnh mẽ.
GDP đầu người là 964 USD/người, cơ cấu kinh tế: nông-lâm-ngư nghiệp 55%, công nghiệp 21%, dịch vụ 24%.

## Danh nhân
- Trạng Quỳnh, được sách "Nam thiên đại tư lược sử" viết về ông như sau: "Văn chương nổi tiếng ở đời, nói năng kinh người, thạo quốc âm, giỏi hài hước".
- Lương Đắc Bằng, là một chính trị gia thời Hậu Lê, đỗ Bảng nhãn hay Hội nguyên ở kì thi Hội năm Kỷ Mùi 1499 đời vua Lê Hiến Tông.
- Lê Phụng Hiểu, là một đại tướng thời Lý, người có công rất lớn trong việc phò thái tử Phật Mã lên ngôi, tức vua Lý Thái Tông.
- Bùi Khắc Nhất, đỗ Bảng Nhãn năm Ất Sửu (1565) đời vua Lê Anh Tông, năm 22 tuổi. Ông làm đến chức Hộ bộ thượng thư, tước bá.
- Lưu Đình Chất, là một vị quan nhà Lê Trung hưng trong lịch sử phong kiến Việt Nam.
- Hà Duy Phiên, đỗ Hương cống khoa Kỷ Mão, năm Gia Long thứ 15, tại Trường thi Thanh Hoa. Ông được triều đình bổ nhiệm làm quan tại các trấn gần 10 năm. Do điều hành công việc giỏi, năm 1828, ông được triệu về kinh giữ chức Lang trung hình bộ, sau thăng Hữu thị lang Hình bộ (1830), Tả phó Đô ngự sử (1833).
- Lê Mạnh Trinh
- Lê Tất Đắc là nhà cách mạng lão thành Việt Nam, Đại biểu Quốc hội Việt Nam khóa I, Bí thư Tỉnh ủy Thanh Hóa, Thứ trưởng Bộ Nội vụ.
- Nguyễn Ốn, là nghệ nhân tuồng chèo nổi tiếng bậc nhất huyện Hoằng Hóa, được gọi bằng bác Cả.